# Thagria coonoorensis
Thagria coonoorensis är en insektsart som beskrevs av William Lucas Distant 1918. Thagria coonoorensis ingår i släktet Thagria och familjen dvärgstritar. Inga underarter finns listade i Catalogue of Life.